# District de Songshan (Taipei)

Localisation du district de Songshan

Le district de Songshan (chinois traditionnel : 松山區; ; pinyin : Sōngshān Qū ; Wade : Sung-shan Chü) est l'un des douze districts de Taipei.

## Histoire
Le nom originel de Songshan est Malysyakkaw, un mot provenant de la langue des aborigènes Ketagalan signifiant "Là où la rivière se divise". Sa forme écrite (Chinois : 麻里折口 ; Pe̍h-ōe-jī : Bâ-lí-chek-kháu) a été abrégé (錫口 ; Sek-kháu) en 1815 sous l'administration de la dynastie Qing.
Sous l'occupation japonaise (1895-1945), Songshan concentre nombre de plantations de thé. En 1920, une colonie est établie sous le nom de village Matsuyama (japonais : 松山庄), district de Shichisei District, préfecture de Taihoku. Le village, appelé d'après la ville de Matsuyama au Japon, est intégrée à la ville de Taihoku (Taipei) en 1938.
À la fin des années 1940, alors que le Kuomintang dirige Taïwan (1945-1990), la lecture en Mandarin des kanji 松山 (i.e. Sung-shan) est adoptée comme nom du district, qui compte officiellement 46 villages municipaux (里) en 1946. En 1949, les plantations de thé sont reconverties en zones de baraquements bon marché pour les familles des réfugiés chinois ayant suivi Tchang Kaï-chek à Taïwan. Les corps des victimes de la loi martiale sont enterrés dans des cimetières à flanc de collines donnant aujourd'hui vue sur le quartier commercial de la Taipei 101. Dans les années 1980, Songshan était le quartier le plus peuplé de la ville.
En 1990, la partie sud du district de Songshan devient le district de Xinyi alors que la partie nord conserve son nom d'origine. Les limites de ce plus petit district de Songshan ont été redécoupées en mai 1994 quand le cours de la rivière Keelung a été légèrement déplacé vers le sud.

## Économie
Le quartier est un centre financier majeur de Taïpei, avec de nombreuses institutions bancaires installées sur Dunhua North Road (敦化北路) et Nanjing East Road (南京東路).
Les bureaux à Taïpei de la compagnie China Airlines se trouvent dans le district de Songshan. Mandarin Airlines, Daily Air et Far Eastern Air Transport y ont leurs quartiers-généraux.

## Transports
L'aéroport de Taipei Songshan se situe dans le district. Il est l'aéroport historique de la ville et sert maintenant essentiellement pour les vols intérieurs, les courts et les moyens courriers (Chine, Japon, Corée). L'aéroport est relié au réseau métropolitain avec la station Songshan Airport (ligne marron).